# Martin Flavin
Martin Flavin est un écrivain américain (2 novembre 1883 - 27 décembre 1967) dont le roman Journey in the Dark remporta le prix Pulitzer du Roman en 1943. Auteur de plusieurs pièces de théâtre, notamment The Criminal Code, Broken Dishes et Cross Roads qui seront toutes trois présentées sur Broadway en 1929.

## Œuvre

### Romans
- Mr. Littlejohn (1940)
- Corporal Cat (1941)
- Journey in the Dark (1943)
- The Enchanted (1947)
- Cameron Hill (1957)

### Essais
- Black and White: From the Cape to the Congo (1950)
- Red Poppies and White Marble (1962)

### Pièces de théâtre
- Children of the Moon (1923)
- Emergency Case (1923)
- Caleb Stone's Death Watch (1923)
- Achilles Had a Heel (1924)
- Lady of the Rose (1925)
- Service for Two (1926)
- Brains (1926)
- The Criminal Code (1929)
- Broken Dishes (1929)
- Crossroads (1929)
- Tapestry in Gray (1935)
- Around the Corner (1936)

## Adaptations au cinéma
- 1932 : Criminel d'après sa pièce The Criminal Code